# العلاقات البحرينية الناميبية
العلاقات البحرينية الناميبية هي العلاقات الثنائية التي تجمع بين البحرين وناميبيا.

## مقارنة بين البلدين
هذه مقارنة عامة ومرجعية للدولتين:
| وجه المقارنة                                              | البحرين       | ناميبيا      |
| --------------------------------------------------------- | ------------- | ------------ |
| المساحة (كم2)                                             | 765           | 825.62 ألف   |
| عدد السكان (نسمة)                                         | 1.49 مليون    | 2.53 مليون   |
| الكثافة السكانية (ن./كم²)                                 | 194.77 ألف    | 3.06         |
| العاصمة                                                   | المنامة       | ويندهوك      |
| اللغة الرسمية                                             | اللغة العربية | لغة إنجليزية |
| العملة                                                    | دينار بحريني  | دولار ناميبي |
| الناتج المحلي الإجمالي (بليون دولار)                      | 35.31 مليار   | 13.24 مليار  |
| الناتج المحلي الإجمالي (تعادل القوة الشرائية) بليون دولار | 64.16 مليار   | 25.60 مليار  |
| الناتج المحلي الإجمالي الاسمي للفرد دولار أمريكي          | 22.60 ألف     | 4.67 ألف     |
| الناتج المحلي الإجمالي للفرد دولار أمريكي                 | 45.50 ألف     | 9.96 ألف     |
| مؤشر التنمية البشرية                                      | 0.824         | 0.628        |
| رمز المكالمات الدولي                                      | +973          | +264         |
| رمز الإنترنت                                              | .bh           | .na          |
| المنطقة الزمنية                                           | ت ع م+03:00   | ت ع م+02:00  |

## منظمات دولية مشتركة
يشترك البلدان في عضوية مجموعة من المنظمات الدولية، منها:
| علم المنظمة | اسم المنظمة                        | تاريخ انضمام البحرين | تاريخ انضمام ناميبيا |
| ----------- | ---------------------------------- | -------------------- | -------------------- |
|             | يونسكو                             | 18 يناير 1972        | 2 نوفمبر 1978        |
|             | وكالة ضمان الاستثمار متعدد الأطراف | 12 أبريل 1988        | 25 سبتمبر 1990       |
|             | الأمم المتحدة                      | 21 سبتمبر 1971       | 23 أبريل 1990        |
|             | الاتحاد البريدي العالمي            | ?                    | ?                    |
|             | البنك الدولي للإنشاء والتعمير      | 15 سبتمبر 1972       | 25 سبتمبر 1990       |
|             | الاتحاد الدولي للاتصالات           | 1975                 | 25 يناير 1984        |
|             | منظمة حظر الأسلحة الكيميائية       | ?                    | ?                    |
|             | مؤسسة التمويل الدولية              | 22 سبتمبر 1995       | 25 سبتمبر 1990       |
|             | منظمة التجارة العالمية             | ?                    | ?                    |
|             | منظمة الشرطة الجنائية الدولية      | ?                    | ?                    |

## وصلات خارجية
- موقع وزارة الخارجية البحرينية